# 迪克·米切爾
約翰·理察·「迪克」·米切爾（英語：John Richard“Dick”Mitchell，1920年7月18日—2000年4月10日），是一名美國已故男子羽球運動員，出生於愛荷華州康瑟爾崖。
1952年，迪克·米切爾代表美國參加湯姆斯盃國際男子羽球團體賽並獲得亞軍。他們在決賽中以2-7輸給馬來亞隊。米切爾四次出場都表現不佳。在單打方面，他先後輸給黃德福與黃秉璇；在雙打方面，他與卡爾·洛夫戴搭檔，先後輸給王保林/伊斯邁·馬揚與曾官良/阿布杜拉·皮魯茲。三年後，他再度代表美國隊參賽，這回僅排名第四。1961年，米切爾與溫·羅傑斯一起贏得美國常青公開賽的男子雙打冠軍。